# Gleby semihydrogeniczne
Gleby semihydrogeniczne – dział gleb powstających w warunkach okresowego silnego uwilgotnienia. Może być ono wynikiem wysokiego poziomu wód gruntowych, lub utrudnionego przesiąku wód opadowych wynikającego z obecności w glebie słabo przepuszczalnych ciężkich glin lub iłów. Silne uwilgotnienie stwarza warunki beztlenowe prowadzące do zachodzenia procesu glejowego. Poziomy genetyczne nim objęte uzyskują barwę zielonoszarą, niebieskoszarą lub szaropopielatą, co wynika z redukcji (przejścia na niższy stopień utlenienia) związków żelazowych (Fe3+) do żelazawych (Fe2+). Warunki beztlenowe powodują również gromadzenie się materii organicznej, jednak zachodzi ono zdecydowanie mniej intensywne jak w przypadku gleb hydrogenicznych, gdzie proces bagienny prowadzi do akumulacji torfu lub mułu. W glebach semihydrogenicznych proces glejowy obejmuje przeważnie dolne i środkowe poziomy gleby, w jej górnej części panuje przemywny typ gospodarki wodnej - warunki tlenowe.

Do działu gleb semihydrogenicznych zalicza się 3 rzędy:
- gleby glejobielicoziemne - gleby objęte w górnej części profilu procesem bielicowania, a w dolnej części procesem gruntowego oglejenia (wywołanego wodami gruntowymi).

Do tego rzędu zalicza się 2 typy
- gleby glejobielicowe 

- glejobielice
- czarne ziemie - osobne hasło dotyczące rzędu, typu i podtypów czarne ziemie

- gleby zabagniane, w których proces glejowy jest dominującym czynnikiem (2 typy: gleby opadowo-glejowe i gleby gruntowo-glejowe)